# Zodarion pallidum
Zodarion pallidum là một loài nhện trong họ Zodariidae.
Loài này thuộc chi Zodarion. Zodarion pallidum được J. Denis miêu tả năm 1952.